# Hesperilla
Hesperilla is een geslacht van vlinders van de familie dikkopjes (Hesperiidae), uit de onderfamilie Trapezitinae.

## Soorten
- H. crypsargyra (Meyrick, 1887)
- H. crypsigramma (Meyrick & Lower, 1902)
- H. chrysotricha (Meyrick & Lower, 1902)
- H. donnysa Hewitson, 1868
- H. furva Sands & Kerr, 1973
- H. idothea (Miskin, 1889)
- H. malindeva Lower, 1911
- H. mastersi Waterhouse, 1900
- H. ornata (Leech, 1815)
- H. picta (Leech, 1815)
- H. sarnia Atkins, 1978
- H. sexguttata Herrich-Schäffer, 1869